# Береза Юрій Миколайович
Ю́рій Микола́йович Бере́за  (нар. 8 лютого 1970, Саксагань, Дніпропетровської області, УРСР) — український військовик, підприємець та політик. Під час проросійських виступів в Україні та бойових дій на Донбасі командував полком спеціального призначення «Дніпро-1», сформованого з добровольців та очолював Штаб національного захисту Дніпропетровської області. Народний депутат України VIII скликання. Почесний президент СК «Дніпро-1».

## Біографічні відомості
Народився в селі Саксагань, П'ятихатського району Дніпропетровської області, в сім'ї водія; батьки працювали в колгоспі. З 3-го класу влітку допомагав батькам у колгоспі. В дитинстві страждав від хронічної бронхіальної астми, але подолав хворобу.
В 1987 поступив, а в 1991 році закінчив Дніпропетровське вище зенітно-ракетне командне училище протиповітряної оборони за спеціальністю — інженер по експлуатації радіотехнічних засобів. Служив на Камчатці.
З 1992 року — командир взводу; 3 1993 року — командир колійної роти в залізничних військах Збройних сил України. В 1997 році отримав звання майора.
З 1997 року — заступник командира військової частини в місті Харків. Пізніше — заступник начальника штабу, помічник начальника штабу.
В 2003 році залишив службу в Збройних силах України за власним бажанням в званні майора. Після цього займався сімейним бізнесом — фермерським господарством та різною комерційною діяльністю: спочатку працював виконавчим директором ТОВ «Нерудбудпро» в місті П'ятихатки, П'ятихатськомурайоні Дніпропетровської області, потім головним інженером ТОВ «Метро» в місті Дніпропетровськ, 2005 рік працював заступником директора ТОВ «Січ» в місті Дніпропетровськ.
В 2014 році, після Революції гідності, він бере участь у бойових діях на Донбасі у складі поліцейського спецбатальйону «Дніпро-1», де заслужив неоднозначну оцінку своїх дій. Влітку, він опинився у Іловайському казані де, зі слів його підлеглих, він "тікає з поля бою разом з Русланом Хомчаком". Більш детальний опис його дій дав кореспондент Ростислав Шапошніков з «Дорожного контролю», виклавши свій документальний фільм. У генеральній прокуратурі України він від своїх свідчень відмовився. Однак, виконавчої справи проти нього порушено не було.

## Громадська та політична діяльність
Під час Помаранчевої революції розпочав політичну діяльність, заснувавши протестне наметове містечко в місті Дніпропетровську; був комендантом Майдану в Дніпропетровську. Деякий час був Головою Дніпропетровської обласної організації (ДОО) Конгресу Українських Націоналістів, співпрацював з великою кількістю громадських об'єднань.
Під час Революції Гідності брав участь у протестах під Дніпропетровською облдержадміністрацією. Після захоплення будинку облдержадміністрації став спочатку комендантом, а потім — керівником Штабу національного захисту у Дніпропетровській області. Виступив одним із ініціаторів створення полку Національного захисту у Дніпропетровській області, став його командиром
.
На базі Полку національного захисту Дніпропетровської області при підтримці голови обласної адміністрації Ігоря Коломойського та Голови МВС Арсена Авакова в квітні 2014 року сформував добровольчий підрозділ патрульної служби міліції особливого призначення (БПСМОП) — батальйон «Дніпро-1». У вересні на базі батальйону «Дніпро-1» було створено полк.
На позачергових виборах до Верховної ради 2014 року обраний народним депутатом України 8-го скликання за партійним списком (№ 10 у списку) від Народного фронту.
Фракція  – заступник  голови депутатської фракції Політичної партії «НАРОДНИЙ ФРОНТ».
Посада  – голова підкомітету з питань воєнної безпеки та оборони Комітету Верховної Ради України з питань національної безпеки і оборони.
Юрій Береза був серед депутатів, що не підтримали законопроєкт про обов'язкове володіння державною мовою посадовими особами, не брав участі у прийнятті Закону про особливий порядок самоврядування на Донбасі, але підтримав проєкт змін до Конституції щодо «децентралізації влади», що передбачає цей особливий порядок
У червні 2018 разом з іншими депутатами оголосив бойкот телеканалу NewsOne через висловлювання його власника Євгена Мураєва про ув'язненого у Росії українського режисера Олега Сенцова.
Член Військової Ради політичної партії «Народний Фронт».

## Нагороди
- Орден Богдана Хмельницького III ступеня (29 вересня 2014) — за особисту мужність і героїзм, виявлені у захисті державного суверенітету та територіальної цілісності України[10].
- Відзнака Президента України — ювілейна медаль «25 років незалежності України» (19 серпня 2016) — за значні особисті заслуги у становленні незалежної України, утвердженні її суверенітету та зміцненні міжнародного авторитету, вагомий внесок у державне будівництво, соціально-економічний, культурно-освітній розвиток, активну громадсько-політичну діяльність, сумлінне та бездоганне служіння Українському народу.[11]

## Сімейний стан
Одружився під час навчання в училищі, виховав двох дітей.